# Graham Parker
Graham Parker (Londra, 18 novembre 1950) è un cantautore britannico.

## Biografia
Cantante nei locali londinesi dalla fine degli anni sessanta, nel 1975 grazie all'aiuto di Dave Robinson (fondatore della Stiff Records) registra alcune tracce demo che gli permettono di includere un proprio brano nella compilation A Bunch of Stiff Records della suddetta casa discografica.
Riunisce attorno a sé esponenti di alcune gruppi pub rock dell'epoca sotto il nome di Graham Parker and the Rumour. Il gruppo era composto da Parker alla voce, Brinsley Schwarz (chitarra solista), Bob Andrews (tastiere), Martin Belmont (chitarra ritmica), Andrew Bodnar (basso) e Steve Goulding (batteria).
Nel 1976 debutta con l'album Howlin' Wind per la Mercury, seguito subito da Heat Treatment, in questi dischi il suono è un misto di rhythm & blues, rock'n'roll, reggae rivisitati in chiave pub rock debitore sia dei Rolling Stones come degli Yardbirds. In questo periodo il gruppo è noto per le sue performance dal vivo, immortalate nell'album Live at Marble Arch. Famosa era la sezione di fiati che lo accompagnava, la cosiddetta Rumour Brass, composta da John "Irish" Earle (sassofono), Chris Gower (trombone), Dick Hanson (tromba), and Ray Bevis (sassofono) che suonerà col nome The Irish Horns nel disco leggendario London Calling dei Clash e nell'hit di Katrina and the Waves Walking on Sunshine.
Il gruppo ottiene ottime recensioni e anche un buon successo commerciale soprattutto con la cover del brano dei Trammps Hold Back the Night, vengono invitati al programma televisivo Top of the Pops nel 1977.
Forti del successo provarono a farsi conoscere negli USA rivisitando i suoni con l'album Stick to Me del 1977. Ma il successo lo ottennero invece solo in Gran Bretagna (19º posto UK Chart).
Dopo un album live ufficiale The Parkerilla e un tour in Australia cambiarono etichetta passando all'Arista. Il disco Squeezing Out Sparks, prodotto da Jack Nitzsche, riuscì dove il precedente aveva fallito. È considerato il migliore dell'artista, la rivista Rolling Stone ha inserito l'album al 335° tra i migliori dischi della storia del rock.
Nel 1980 esce dal gruppo Bob Andrews che non viene sostituito. Per l'album di quell'anno The Up Escalator che fu un notevole successo commerciale in Gran Bretagna furono chiamati Danny Federici e Nicky Hopkins, fu l'ultimo pubblicato con i Rumour già in questo disco non accreditati più in copertina.
Negli anni 80 l'artista per la registrazione degli album si avvalse di vari session men, cambiando più volte etichetta. Si trasferisce a New York. 
Ritorna nel 1992 per un breve periodo a suonare con Brinsley Schwarz. Il gruppo di supporto diventa i The Figgs. Collabora con molti artisti, tra cui Kate Pierson dei B52's e Bill Janovitz dei Buffalo Tom per un album di cover di canzoni inedite o poco conosciute di John Lennon e Paul McCartney.
È anche scrittore, suo un racconto di fantascienza del 1980 ("The Great Trouser Mystery") e alcuni racconti brevi negli anni 2000.
Nel 2012, interpreta se stesso nel film Questi sono i 40.

## Discografia

### Album/EP

#### ComeGraham Parker & The Rumour
- Howlin' Wind (1976)
- Heat Treatment (1976) - UK #52
- The Pink Parker EP (1977) Official Singles Chart #24
- Stick to Me (1977) UK 19
- The Parkerilla (1978) UK #14
- Squeezing Out Sparks (1979) UK #18
- The Up Escalator (1980) UK #11
- Three Chords Good (2012)
- Mystery Glue (2015)

#### ComeGraham Parker
- Another Grey Area, 1982 UK #40
- The Real Macaw, 1983
- The Mona Lisa's Sister, 1988
- Human Soul, 1989
- Struck by Lightning, 1991
- Burning Questions, 1992
- Graham Parker's Christmas Cracker EP, 1994
- 12 Haunted Episodes, 1995
- Acid Bubblegum, 1996
- Loose Monkeys (outtakes), 1999
- That's When You Know (1976 demo + Live at Marble Arch), 2001
- Deepcut To Nowhere, 2001
- Your Country, 2004
- Songs of No Consequence, 2005 (con The Figgs a supporto)
- Don't Tell Columbus, 2007
- Imaginary Television, 2010
- Cloud Symbols (2018)

#### ComeGraham Parker & The Shot
- Steady Nerves, 1985

## Filmografia
- Questi sono i 40 - 2012